# Hyphessobrycon loweae
Hyphessobrycon loweae es una especie de pez de la familia Characidae en el orden de los Characiformes.

## Morfología
Los machos pueden llegar alcanzar los 3,2 cm de longitud total.
- Número de  vértebras: 34-35.[1]

## Hábitat
Vive en zonas de clima tropical entre 25 °C - 28 °C de temperatura.

## Distribución geográfica
Se encuentran en Sudamérica:  cuenca del río Xingu.